# Manouk Gijsman

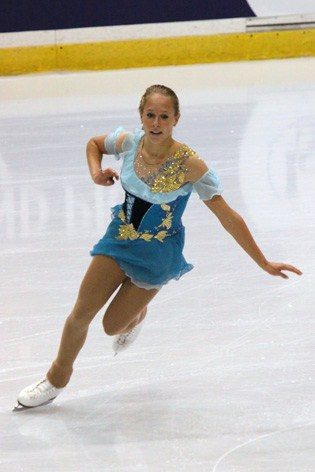
Gijsman in 2009

Manouk Gijsman (Leiderdorp, 29 september 1992) is een Nederlands kunstschaatsster. Gijsman woont in Alphen aan den Rijn en studeert aan het Scala College, een LOOT-school. Zij is terug bij haar eerste trainer Zsolt Kerekes, tussentijds heeft zij bij Corrie Broweleit getraind nadat Kerekes na vijf jaar op 9 mei 2010 liet weten toe te zijn aan iets anders.
Op zevenjarige leeftijd begon ze in 1999 met kunstschaatsen. Gijsman is inmiddels vijfvoudig Nationaal kampioene kunstschaatsen; als Novice (2007), als A-juniore (2008) en bij de senioren in 2009, 2010 en 2012. Ze pakte in het seizoen 2008/09 het Nederlandse puntenrecord van Karen Venhuizen af op de NRW Trophy in Dortmund. De score van 126.30 van Venhuizen bracht Gijsman naar 132.96 punten (48.28 + 84.68). Hetzelfde seizoen debuteerde ze op het Europees kampioenschap waarze 22e werd. Het seizoen erop werd ze op het EK 28e.
Op 22 maart 2010 kreeg Gijsman tijdens het jaarlijkse KNSB gala de Sjoukje Dijkstra Trophy uitgereikt als kunstschaatser van het jaar. Vijf dagen later eindigde ze als 24e op het wereldkampioenschap in Turijn. Hierna moest Gijsman herstellen van een hardnekkige knieblessure en raakte in vorm, totdat ze op 25 januari 2011 tijdens de training voor het EK van 2011 zwaar ten val kwam tegen de boarding en haar heup blesseerde. Bij de start van het seizoen 2011/12 sloeg opnieuw het noodlot toe en scheurde zij een spier in de lies. Net op tijd hersteld voor het NK en lukte het haar om in december opnieuw Nederlands Kampioen te worden. Op het EK van 2012 reikte ze niet verder dan de kwalificatie waarin ze als 14e eindigde.

## Persoonlijke records
Behaald tijdens ISU wedstrijden. 
| records             | punten | datum      | toernooi        |
| ------------------- | ------ | ---------- | --------------- |
| Hoogste totaalscore | 113.18 | 05-09-2009 | JGP Lake Placid |
| Hoogste korte kür   | 047.44 | 23-03-2010 | WK              |
| Hoogste lange kür   | 070.52 | 05-09-2009 | JGP Lake Placid |

## Belangrijke resultaten
| Kampioenschap           | 06/07 | 07/08 | 08/09 | 09/10 | 10/11    | 11/12     |
| ----------------------- | ----- | ----- | ----- | ----- | -------- | --------- |
| Wereldkampioenschap     |       |       |       | 24e   |          |           |
| Europees kampioenschap  |       |       | 22e   | 28e   | t.z.t. * | kw. (14e) |
| Nationaal kampioenschap |       |       | Goud  | Goud  | Zilver   | Goud      |
| WK Junioren             |       | 45e   | 28e   | 23e   |          |           |
| NK Junioren             |       | (J)   |       |       |          |           |
| NK Novice               | (N)   |       |       |       |          |           |

* t.z.t. = trok zich terug 